# U-655
Unterseeboot 655 foi um submarino alemão do Tipo VIIC, pertencente a Kriegsmarine que atuou durante a Segunda Guerra Mundial.
O U-655 esteve em operação entre os anos de 1942 e 1943, realizando neste período uma patrulha de guerra, na qual não afundou nenhuma embarcação aliada.
Foi afundado no mar de Barents no dia 24 de março de 1942  após ser fortemente danificado pelo navio britânico HMS Sharpshooter, causando a morte de todos os 45 tripulantes.

## Comandantes
| Comandante            | Data                                       |
| --------------------- | ------------------------------------------ |
| KrvKpt. Adolf Dumrese | 11 de agosto de 1941 - 24 de março de 1942 |

## Subordinação
Durante o seu tempo de serviço, esteve subordinado às seguintes flotilhas:
| Período                                   | Flotilha                                  |
| ----------------------------------------- | ----------------------------------------- |
| 11 de agosto de 1941 - 1 de março de 1942 | 6. Unterseebootsflottille (treinamento)   |
| 1 de março de 1942 - 24 de março de 1942  | 6. Unterseebootsflottille (serviço ativo) |

## Operações conjuntas de ataque
O U-655 participou das seguinte operações de ataque combinado durante a sua carreira:
- Rudeltaktik Ziethen (23 de março de 1942 - 24 de março de 1942)

## Coordenadas
1. ↑  em posição 73° N 21° E